# Francisc Zavoda
Francisc Zavoda (dit Zavoda I), né le 14 avril 1929 à Rodna en Roumanie, est un ancien joueur et entraîneur de football roumain, qui évoluait au poste d'attaquant. Il est le grand frère de Vasile Zavoda.
Il compte huit sélections en équipe nationale entre 1951 et 1959.

## Biographie

### Carrière de joueur
Avec le club du Steaua Bucarest, il remporte six championnats de Roumanie et quatre coupes de Roumanie.
Avec cette même équipe, il joue trois matchs en Coupe d'Europe des clubs champions, inscrivant un but contre le Borussia Dortmund.
Il dispute un total de 200 matchs en première division roumaine, inscrivant 43 buts dans ce championnat. Il réalise sa meilleure performance lors de l'année 1957, où il marque 9 buts.

### Carrière internationale
Francisc Zavoda compte 8 sélections avec l'équipe de Roumanie entre 1951 et 1962. 
Il est convoqué pour la première fois par le sélectionneur national Emerich Vogl pour un match amical contre la Tchécoslovaquie le 20 mai 1951 (2-2). Il reçoit sa dernière sélection le 26 avril 1959 contre la Turquie (défaite 2-0).
Il figure dans le groupe des sélectionnés lors des Jeux olympiques de 1952, sans jouer de match lors de cette compétition.

## Palmarès
- Avec le Steaua Bucarest :
  - Champion de Roumanie en 1950, 1951, 1952, 1953, 1956 et 1960
  - Vainqueur de la Coupe de Roumanie en 1950, 1951, 1952 et 1955